# Marci Bowers
Marci L. Bowers (Oak Park, 18 de enero de 1958) es una ginecóloga y cirujana trans estadounidense. Desde julio de 2003 se dedica a realizar vaginoplastias en el mismo consultorio de la Dra. Biber, en Trinidad.

## Carrera
Marci hizo su transición entre 1996 y 1998, cuando tenía aproximadamente 40 años. Muchos de sus pacientes trans dicen que la eligieron porque también tiene antecedentes similares, pero muchos también aprecian el hecho de que también es ginecóloga. Marci rutinariamente atiende partos y realiza otros trabajos ginecológicos, incluida la cirugía estética y reconstructiva. Comenzó su carrera en Seattle en una institución médica llamada PolyClinic . Se graduó de la Facultad de Medicina de la Universidad de Minnesota en 1986. En 1986, comenzó a ejercer su profesión en Seattle.
En 2003 se mudó a Trinidad, al ver que faltaban los servicios que ella brindaba, así como para llenar un vacío en el nicho que antes ocupaba el Dr. Biber, un reconocido médico estadounidense de cirugías de reasignación de sexo, quien se jubiló.
En 2004, hizo una aparición en el programa de televisión CSI: Criminal Scene Investigation, en el episodio titulado Ch-ch-changes, centrado en casos de transexualidad. También se desempeñó como consultora para el episodio, que contó con otras personas trans, como la actriz Calpernia Addams.
En 2017 participó en el documental Gender Revolution, producido por la periodista estadounidense Katie Couric junto a National Geographic y la productora World of Wonder.